# Louis Apol
Pour les articles homonymes, voir Apol.
Louis Apol, né à La Haye (Pays-Bas) le 6 septembre 1850 et mort dans cette ville le 22 novembre 1936, est un artiste peintre, lithographe et photographe néerlandais appartenant à l'École de La Haye.
Il est notamment connu pour son panorama de Nouvelle-Zemble et ses paysages hivernaux.

## Biographie
Lodewijk Franciscus Hendrik Apol naît à La Haye (Pays-Bas) le 6 septembre 1850.
Formé par Johannes Franciscus Hoppenbrouwers et Pieter Stortenbeker, Louis Apol est actif dans sa ville de naissance, où il est membre du Pulchri Studio, et participe à plusieurs expositions collectives, dont celle d'Amsterdam en 1874, où il obtient la médaille d'argent. Il quitte La Haye en 1886 pour s'installer à Velp, dans la province de Gueldre jusqu'en 1892.
En 1880, Apol participe à l'expédition de la goélette Willem Barents en Nouvelle-Zemble, où il réalise plusieurs centaines de croquis à l'aquarelle et à la craie, et où il peint, avec Willem Johannes Oppenoorth (de), Hendrik Otto van Thol (nl) et Hendr. Kleyn un panorama de l'archipel,,,.
Il séjourne à nouveau à La Haye en 1892, mais on ignore où il a vécu entre 1892 et 1896, quand il s'installe à Amsterdam. Là, il intègre la société d'artistes Arti et Amicitiae,.
En 1898, il obtient la médaille d'or de l'exposition de Barcelone, puis quitte Amsterdam en 1901. Il a voyagé aux États-Unis, où on sait qu'il a visité les chutes du Niagara en 1903.
Louis Apol est artiste peintre d'huile sur toile, de panorama et d'aquarelle, dessinateur, lithographe. Suivant le courant de l'École de La Haye, il peint principalement des paysages marins ou urbains — de préférence de sujets hivernaux, —, des animaliers ou de genre et des portraits.
Apol est également photographe, principalement actif pendant son séjour dans la province de Gueldre.
Louis Apol meurt à La Haye mort le 22 novembre 1936. L'année suivante, son atelier est vendu au marchand d'art J. Niekerk à Amsterdam.

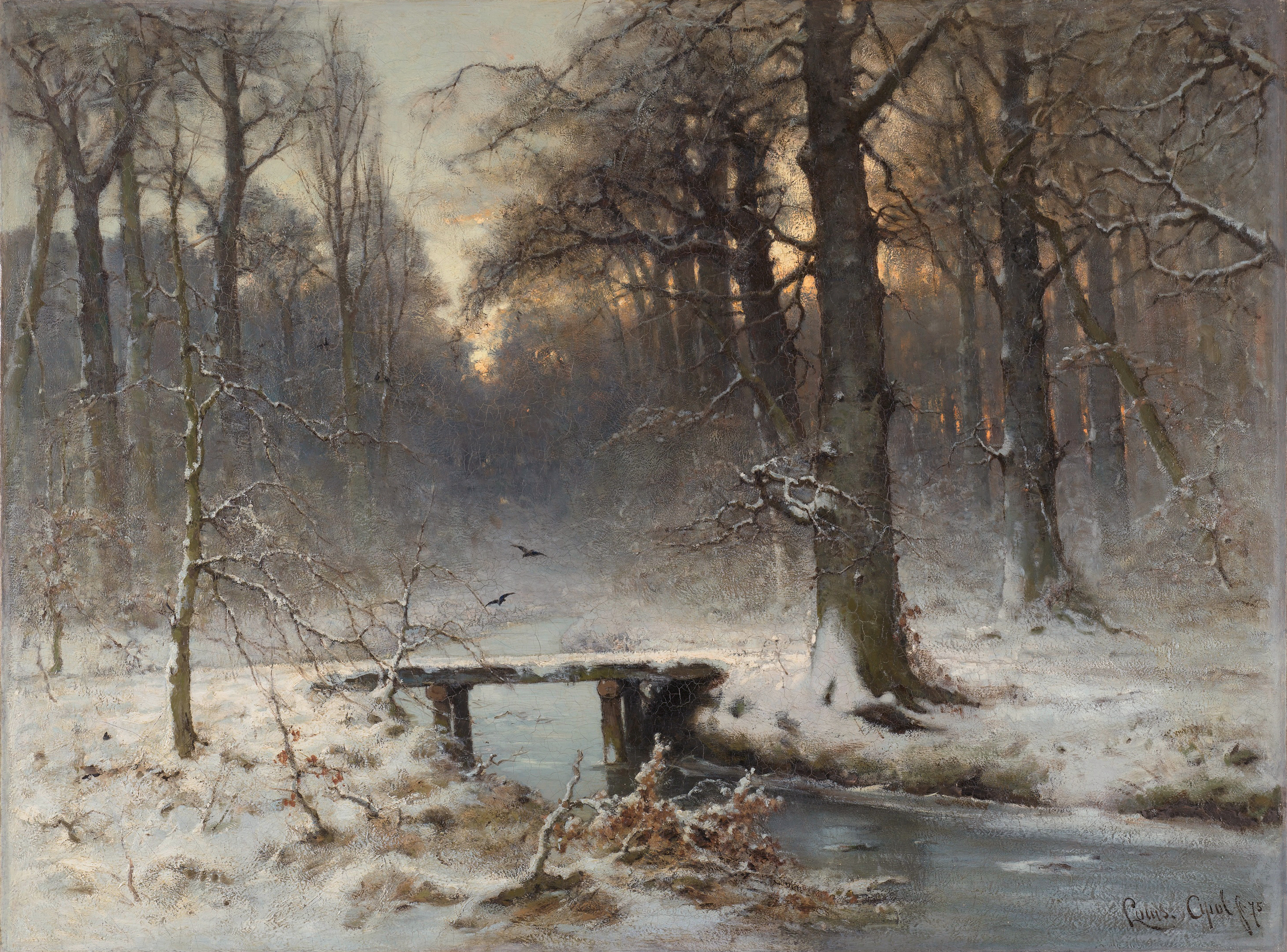
Een januari-avond in het Haagse bos (Une soirée de janvier dans la forêt de la Haye), 1875.
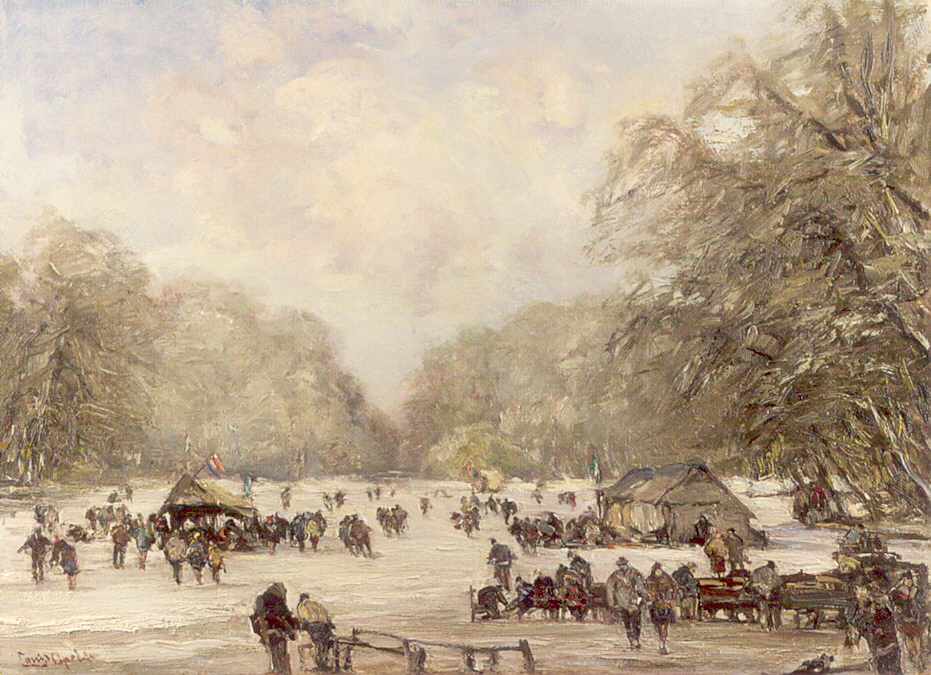
Schaatsers op de Bosvijver (Patineurs sur l'étang de la forêt), n. d.
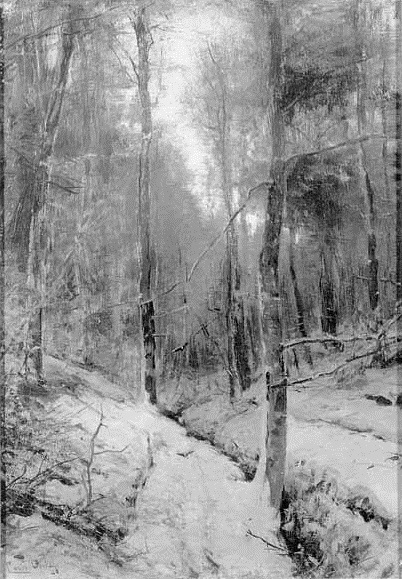
Winterlandschap (Paysage d'hiver), ca. 1900, Centraal Museum, Utrecht.